# Kerkgebouw Gereformeerde Gemeenten (Nieuwdorp)
Het kerkgebouw van de Gereformeerde Gemeenten is een kerkgebouw in de Nederlandse plaats Nieuwdorp, in de provincie Zeeland, gelegen aan Havenweg 26. Het huidige gebouw stamt uit 1921, maar het uiterlijk wordt voornamelijk bepaald door een verbouwing uit 1988. In 2021 werd bekend gemaakt dat er plannen zijn om de kerk te vervangen vanwege ruimtegebrek.

## Ontstaan van de gemeente
Het dorp Nieuwdorp werd gesticht in 1642, maar begon pas te groeien toen er meer voorzieningen kwamen in de loop van de 19e eeuw. Vanuit het nabijgelegen Borssele ontstond er in die periode ook een afgescheiden kerk in Nieuwdorp. Nadat een groot deel van de afgescheidenen uit Borssele vertrokken naar de Verenigde Staten werden de overgebleven leden als afdeling onder Nieuwdorp geplaatst, maar dit leidde tot onvrede in Borssele omdat de leden zich verwaarloosd voelden. Dit leidde weer tot een afscheiding van de afdeling in Borssele, die in 1858 werd geïnstitutieerd als Ledeboeriaanse gemeente. In de daaropvolgende jaren sloten zich ook weer mensen aan uit (de omgeving van) Nieuwdorp. Op 12 maart 1907 verzochten zij of ze op zondag in Nieuwdorp mochten samenkomen om een preek te lezen (op dat moment had de gemeente geen predikant). Nadat dit verzoek werd ingewilligd, werden twee woningen omgebouwd tot kerk. Enkele maanden later werd de gemeente onderdeel van de Gereformeerde Gemeenten. In 1920 had de afdeling in Nieuwdorp voldoende leden om zelfstandig te worden en op 26 augustus vond de instituering plaats waarbij de dienst werd geleid door ds. G.H. Kersten.

## Geschiedenis
Door gebrek aan zitplaatsen werd in 1921 een nieuw kerkgebouw in gebruik genomen aan de Havenweg. In 1936 volgde een uitbreiding met een consistorie. In 1944 werd het gebouw gevorderd door de Duitse bezetter die er een opslag van noodrantsoenen van maakte, waardoor de gemeente tijdelijk gebruik maakte van de plaatselijke hervormde kerk. Op 30 oktober 1944 werd het dorp bevrijdt door Canadese troepen, maar dit leidde tot een Duitse beschieting waarbij het dorp zwaar werd beschadigd. De kerk liep ook schade op, toen een granaat een munitiewagen trof naast de kerk, waardoor de muren werden ontzet. Over de loop van tijd begon de voorgevel meer naar buiten te buigen, waardoor in 1962 twee beeldbepalende steunkolommen tegen de gevel werden aangemetseld. In de periode 1966-1970 werd in verschillende fases het interieur opgeknapt.
In 1987 werd besloten om de kerk grondig te vernieuwen. De zijmuren werden vervangen zodat de kerkzaal kon worden verbreed, er werd een aankomsthal bijgebouwd, de gevel werd geschilderd en er werd een spitse toren op de voorgevel geplaatst. Op 23 november 1988 werd het vernieuwde kerkgebouw weer in gebruik genomen.

## Kerkgebouw
Het betreft een eenvoudige zaalkerk, opgetrokken uit baksteen, met een spitse toren op de voorgevel. De voorgevel wordt gekenmerkt door twee grote steunkolommen en een aankomsthal. De westgevel wordt gedomineerd door drie puntige ramen. Naast de kerk ligt een parkeerterrein. Achter de kerk, tegen de zuidkant, bevinden zich een consistorie, een zaal en een bibliotheekruimte die met een schuifwand wordt afgescheiden van de zaal. Na de verbouwing van 1988 bevonden zich in de kerkzaal 230 zitplaatsen.
In 1943 werd een uit 1744 stammend orgel, gebouwd door de Duitse orgelbouwer Weidtmann, aangekocht van de rooms-katholieke Sint-Eligiuskerk van Lewedorp. Het werd gesitueerd op een galerij boven de ingang. In 1950 werd dit orgel uitgebreid door M. Koppejan en in 1979 volgde een restauratie door de firma A. Nijsse & Zn. In de periode 2018-2019 volgde opnieuw een uitbreiding, ditmaal met digitale stemmen van Hauptwerk.

## Nieuwbouwplannen
Door groei van het aantal gemeenteleden voldeed het gebouw niet meer. In 2020 werd bekend gemaakt dat er verbouwingsplannen waren, waarbij de kerk met 36 meter naar het zuiden zou worden verlengd. Nadat bleek dat nieuwbouw op dezelfde locatie ongeveer zes ton duurder zou zijn, werd in 2021 hiertoe besloten.